# Международна федерация по кинология
Международната федерация по кинология, съкратено МФК (на френски: Fédération Cynologique Internationale, FCI) е международна организация със седалище в гр. Тюен, провинция Ено, Белгия. Федерацията обединява различни киноложки клубове и се занимава с отглеждането на чистокръвни кучета.

## Основни цели
Основните цели на МФК са описани в член 2 от техните разпоредби :
- да насърчава и да подпомага развъждането и използването на чистопородни кучета, чиито здравни и физически характеристики отговарят на стандарта на всяка отделна порода, които са в състояние да работят и да изпълняват различни функции, в съответствие със специфичните характеристики на своята порода;
- да защитава използването, отглеждането и развъждането на породисти кучета в страни, където Федерацията има член или партньор (по договор); да подкрепя обмена на кучета без печалба, както и обмен на киноложка информация между членовете; да организира изложби, тестове, изпитания (проби) и други дейности (като например спортни събития, използване на кучета в спасителни операции и др.);
- да насърчава и подкрепя света на кучетата/любителите на кучета (dogdom) и кучешкото благополучие по света.

## История
МФК е основана на 22 май 1911 г. с цел да се насърчават и защитават кинологията и породистите кучета с всички необходими средства.
Учредителите са Германия (Kartell für das Deutsche Hundewesen en и Die Delegierten Kommission), Австрия ( Osterreichischer Kynologenverband), Белгия (Société Royale Saint-Hubert), Франция (Société Centrale Canine de France) и Холандия (Raad van Beheer op Kynologisch Gebied in Nederland).
През Първата световна война Федерацията изчезва и е преоснована през 1921 г. от френската и белгийската организации.
Новите закони за асоцииране са приети на 10 април 1921 г. На 5 март 1968 г. Международната федерация по кинология придобива статут на юридическо лице с постановление  Архив на оригинала от 2012-02-04 в Wayback Machine..

## Общи условия
Към февруари 2012 г. във Федерацията членуват 86 страни и партньори (по договор), сред които и България. Всяка страна-членка публикува своите родословия и обучава своите съдии. МФК гарантира, че родословията и съдиите са общопризнати от всички членове на организацията.
В рамките на Международната федерация по кинология са стандартизирани 343 породи кучета. Всяка порода е „собственост“ на дадена страна. Държавата-„собственик“ на породата пише стандарта (описание на идеалния тип на породата) в сътрудничество със стандартите на научните комисии на Федерацията. МФК отговаря за превода и обновяването му (на стандарта на породата). Стандартите, както и международните правила, са достъпни на четири езика – английски, испански, немски и френски. Тези стандарти са еталонът, по който съдиите отсъждат по време на киноложките изложби (провеждат се в страни-членки на Международната федерация по кинология). Стандартът на породата е модел, към който се стремят развъдчиците в произвеждането на възможно най-качествени кучета.
Всяка държава членка провежда международни изложби, както и работни/ловни проби и тестове и надбягвания. Резултатите се изпращат в централата на Федерацията, където се обработват. Когато на някое куче му бъдат присъдени определен брой награди, то има право да получи титлата International Beauty, Show или Working Champion. Тези титли са утвърдени от Международната федерация по кинология.
Всеки развъдчик може да поиска международна регистрация на име за свой развъдник чрез националната киноложка организация и МФК.
Международната федерация по кинология поддържа списък с всички съдии, назначени от различните членове 

## Членове
| Държава                | Име на организацията                                                                                         |
| ---------------------- | --- |
| Австралия              | Australian National Kennel Council (Уебсайт) Архив на оригинала от 2011-04-23 в Wayback Machine.             |
| Австрия                | Österreichische Kynologenverband (Уебсайт)                                                                   |
| Азербайджан            | Kinologičeskii Sojuz Respubliki Azerbaidžan (Уебсайт)                                                        |
| Аржентина              | Federación Cinológica Argentina (Уебсайт) Архив на оригинала от 2017-07-01 в Wayback Machine.                |
| Бруней                 | Kennel Club of Bahrain                                                                                       |
| Беларус                | Belorussian Cynological Union (Уебсайт)                                                                      |
| Белгия                 | Société Royale Saint-Hubert (Уебсайт) Архив на оригинала от 2021-01-25 в Wayback Machine.                    |
| Боливия                | Kennel Club Boliviano (Уебсайт) Архив на оригинала от 2006-01-28 в Wayback Machine.                          |
| Бразилия               | Confederaçao Brasileira de Cinofilia (Уебсайт)                                                               |
| България               | Bulgarian Republican Federation of Cynology (Уебсайт)                                                        |
| Венецуела              | Federación Canina de Venezuela (Уебсайт)                                                                     |
| Гватемала              | Asociación Guatemalteca de Criadores de Perros (Уебсайт) Архив на оригинала от 2018-05-06 в Wayback Machine. |
| Германия               | Verband für das Deutsche Hundewesen (Уебсайт)                                                                |
| Гибралтар              | Gibraltar Kennel Club (Уебсайт) Архив на оригинала от 2006-12-08 в Wayback Machine.                          |
| Грузия                 | Fédération Cynologique de Géorgie (Уебсайт)                                                                  |
| Гърция                 | Kennel Club of Greece (Уебсайт)                                                                              |
| Дания                  | Dansk Kennel Club (Уебсайт)                                                                                  |
| Доминиканска република | Federación Canina Dominicana                                                                                 |
| Еквадор                | Asociación Ecuatoriana de Registros Caninos (Уебсайт) Архив на оригинала от 2005-12-30 в Wayback Machine.    |
| Ел Салвадор            | Asociación Canófila Salvadoreña (Уебсайт) Архив на оригинала от 2006-01-28 в Wayback Machine.                |
| Естония                | Eesti Kennelliit (Уебсайт) Архив на оригинала от 2008-03-13 в Wayback Machine.                               |
| Израел                 | Israel Kennel Club (Уебсайт)                                                                                 |
| Индия                  | Kennel Club of India (Уебсайт) Архив на оригинала от 2006-07-13 в Wayback Machine.                           |
| Индонезия              | Persatuan Kinologi Indonesia                                                                                 |
| Ирландия               | Irish Kennel Club (Уебсайт) Архив на оригинала от 2006-01-29 в Wayback Machine.                              |
| Исландия               | Hundaræktarfélags Íslands (Уебсайт)                                                                          |
| Испания                | Real Sociedad Canina en España (Уебсайт)                                                                     |
| Италия                 | Ente Nazionale della Cinofilia Italiana (Уебсайт)                                                            |
| Казахстан              | Union of Cynologists of Kazakstan (Уебсайт)                                                                  |
| Кипър                  | Cyprus Kennel Club (Уебсайт)                                                                                 |
| Китай                  | China Kennel Union (Уебсайт)                                                                                 |
| Колумбия               | Asociación Club Canino Colombiano (Уебсайт)                                                                  |
| Коста Рика             | Asociación Canófila Costarricense (Уебсайт)                                                                  |
| Куба                   | Federación Cinólogica de Cuba                                                                                |
| Латвия                 | Latvijas Kinologiska Federacija (Уебсайт)                                                                    |
| Литва                  | Lietuvos Kinologu Draugija (Уебсайт)                                                                         |
| Люксембург             | Union Cynologique Saint Hubert Luxembourg (Уебсайт)                                                          |
| Северна Македония      | Kinološki sojuz na Makedonija (Уебсайт)                                                                      |
| Малайзия               | Malaysian Kennel Association (Уебсайт) Архив на оригинала от 2010-05-27 в Wayback Machine.                   |
| Малта                  | Malta Kennel Club (Уебсайт) Архив на оригинала от 2008-03-12 в Wayback Machine.                              |
| Мароко                 | Société Centrale Canine Marocaine (Уебсайт) Архив на оригинала от 2020-01-07 в Wayback Machine.              |
| Мексико                | Federacíon Canófila Mexicana (Уебсайт) Архив на оригинала от 2006-02-05 в Wayback Machine.                   |
| Молдова                | Uniunea Chinologica din Moldava (Уебсайт) Архив на оригинала от 2008-01-31 в Wayback Machine.                |
| Монако                 | Société Canine de Monaco                                                                                     |
| Никарагуа              | Asociación Canina Nicaragüense (Уебсайт) Архив на оригинала от 2018-08-18 в Wayback Machine.                 |
| Нова Зеландия          | New Zealand Kennel Club (Уебсайт)                                                                            |
| Норвегия               | Norsk Kennel Klub (Уебсайт)                                                                                  |
| Пакистан               | Kennel Club of Pakistan (Уебсайт)                                                                            |
| Панама                 | Club Canino de Panama (Уебсайт)                                                                              |
| Парагвай               | Paraguay Kennel Club                                                                                         |
| Перу                   | Kennel Club Peruano (Уебсайт)                                                                                |
| Полша                  | Związek Kynologiczny w Polsce (Уебсайт)                                                                      |
| Португалия             | Clube Português de Canicultura (Уебсайт) Архив на оригинала от 2006-02-06 в Wayback Machine.                 |
| Пуерто Рико            | Federación Canófila de Puerto Rico (Уебсайт)                                                                 |
| Румъния                | Asociaţia Chinologică Română (Уебсайт)                                                                       |
| Русия                  | Российская кинологическая федерация (Уебсайт) Архив на оригинала от 2021-01-20 в Wayback Machine.            |
| Сан Марино             | Kennel Club San Marino (Уебсайт)                                                                             |
| Сингапур               | Singapore Kennel Club (Уебсайт)                                                                              |
| Словакия               | Slovenska Kynologicka Jednota (Уебсайт)                                                                      |
| Словения               | Kinološka Zveza Slovenije (Уебсайт) Архив на оригинала от 2005-12-31 в Wayback Machine.                      |
| Сърбия                 | Kinološki savez Srbije (Уебсайт) Архив на оригинала от 2017-08-15 в Wayback Machine.                         |
| Тайван                 | Kennel Club of Taiwan (Уебсайт) Архив на оригинала от 2006-02-03 в Wayback Machine.                          |
| Тайланд                | Kennel Club of Thailand (Уебсайт)                                                                            |
| Узбекистан             | Cynological Federation of Uzbekistan                                                                         |
| Украйна                | Ukrainian Kennel Union (Уебсайт) Архив на оригинала от 2006-05-27 в Wayback Machine.                         |
| Унгария                | Magyar Ebtenyésztők Országos Egyesülete (Уебсайт)                                                            |
| Уругвай                | Kennel Club Uruguayo (Уебсайт)                                                                               |
| Филипини               | Philippine Canine Club (Уебсайт) Архив на оригинала от 2017-09-13 в Wayback Machine.                         |
| Финландия              | Suomen Kennelliitto (Уебсайт) Архив на оригинала от 2006-01-27 в Wayback Machine.                            |
| Франция                | Société Centrale Canine (Уебсайт)                                                                            |
| Нидерландия            | Raad van Beheer op Kynologisch Gebied in Nederland (Уебсайт)                                                 |
| Хонконг                | Hong Kong Kennel Club (Уебсайт)                                                                              |
| Хондурас               | Asociación Canófila de Honduras                                                                              |
| Хърватия               | Hrvatski kinološki savez (Уебсайт)                                                                           |
| Черна гора             | Kinološki savez Crne Gore (Уебсайт)                                                                          |
| Чехия                  | Českomoravská Kynologická Unie (Уебсайт)                                                                     |
| Чили                   | Kennel Club de Chile (Уебсайт)                                                                               |
| Швейцария              | Société Cynologique Suisse (Уебсайт) Архив на оригинала от 2021-01-26 в Wayback Machine.                     |
| Швеция                 | Svenska Kennelklubben (Уебсайт)                                                                              |
| Шри Ланка              | Kennel Association of Sri Lanka                                                                              |
| Република Южна Африка  | Kennel Union of Southern Africa (Уебсайт) Архив на оригинала от 2006-09-23 в Wayback Machine.                |
| Южна Корея             | Korean Canine Club (Уебсайт) Архив на оригинала от 2006-02-03 в Wayback Machine.                             |
| Япония                 | Japan Kennel Club (Уебсайт)                                                                                  |

## Групи и раздели
Всички породи кучета са разделени в десет групи. Тези групи се основават на различни характеристики, като например външен вид или използването на породата. Всяка група си има раздели и подраздели.
 
- Група 1: Овчарски и пастирски кучета (с изключение на швейцарско планинско куче)
  - Раздел 1: Овчарски кучета
  - Раздел 2: Пастирски кучета
- Група 2: Пинчери и шнауцери. Молосоиди и швейцарски планински кучета
  - Раздел 1: Пинчери и шнауцери
  - Раздел 2: Молосоидни породи
  - Раздел 3: Швейцарски планински и пастирски кучета
- Група 3: Териери
  - Раздел 1: Големи и средни териери
  - Раздел 2: Малки териери
  - Раздел 3: Бултериери
  - Раздел 4: „Той“ териери
- Група 4: Дакели
  - Раздел 1: Дакели
- Група 5: Шпицове и примитивен тип
  - Раздел 1: Северни кучета за впряг (впрегатни породи)
  - Раздел 2: Северни ловни кучета
  - Раздел 3: Северни овчарки (северни породи за охрана)
  - Раздел 4: Европейски шпитцове
  - Раздел 5: Азиатски шпицове и сродни породи
  - Раздел 6: Примитивни породи
  - Раздел 7: Примитивни ловни породи
  - Раздел 8: Риджбеци
- Група 6: Гончета (следотърсачи) и подобни
  - Раздел 1: Следотърсачи
  - Раздел 2: Следотърсачи на каишка
  - Раздел 3: Подобни породи
- Група 7: Ловни кучета, пойнтери
  - Раздел 1: Континентални птичари
  - Раздел 2: Британски и ирландски пойнтери и сетери
- Група 8: Апортиращи, претърстващи и работещи във вода кучета
  - Раздел 1: Ретривъри
  - Раздел 2: Ловни породи
  - Раздел 3: Водни кучета
- Група 9: Кучета компаньони и ”Той” кучета
  - Раздел 1: Бишони и подобни породи
  - Раздел 2: Пудели
  - Раздел 3: Малки белгийски породи
  - Раздел 4: Голи кучета
  - Раздел 5: Тибетски породи
  - Раздел 6: Чихухуа
  - Раздел 7: Английски „той“ шпаньоли
  - Раздел 8: Японски хинове и пекинези
  - Раздел 9: Континентални „той“ шпаньоли
  - Раздел 10: Кромфорлендер
  - Раздел 11: Малки молосовидни кучета
- Група 10: Хрътки
  - Раздел 1: Дългокосмести хрътки
  - Раздел 2: Твърдокосметсти хрътки
  - Раздел 3: Късокосмести хрътки